# Греков, Алексей Фёдорович
Алексей Фёдорович Греков (1803—1855) — русский полиграфист и изобретатель в области фотографии.

## Биография
Родился в Ярославской губернии в семье мелкопоместного дворянина. Получил хорошее образование; учился во 2-м кадетском корпусе (1822). Далее обучался инженерному и военному делу, проявив талант в механике. Прослужив некоторое время в пехотном полку, в 1824 году уволился с военной службы и выполнял землемерные работы в Костромской губернии. Участвовал в оборудовании губернской типографии и стал профессиональным полиграфистом.
Греков много экспериментировал и разработал новый способ печатания с металлических пластин разного типа. Вскоре он выпустил труд на тему плоской печати. После переезда в Москву, где он начал работать помощником издателя «Московских ведомостей» П. И. Шаликова, Греков сосредоточился на гальванопластике и, набиравшей популярность, фотографии. В 1840 году ему удалось добиться значительного упрочнения дагеротипного изображения, нанося на пластины техникой гальванопластики тончайший слой золота. О своих экспериментах Греков сообщал в «Московских ведомостях».
Будучи типографом, Греков первым в России стал применять фотографию для полиграфических целей. В том же 1840 году ему удалось произвести оттиски дагеротипов на бумаге, применив ранее разработанную технику плоской печати. Об успехах Грекова писали петербургские, парижские и немецкие издания. Имя изобретателя и его труды известно в кругах русской интеллигенции.
Алексей Греков вошел в историю фотографии не только как изобретатель, но и как первый русский фотограф-портретист. В июне 1840 года он открыл «художественный кабинет» для всех желающих получить портрет «величиной с табакерку». Для опоры головы он устроил в кабинете кресла с особыми подушечками. Выдержка на солнце длилась две с половиной минуты, в пасмурную погоду четыре-пять минут. В 1841 году Греков издал брошюру, в которой описывал технику съёмки, а также (впервые) художественные аспекты фотографии.
В дальнейшем, Греков экспериментировал со светочувствительной бумагой и первым в России строил дагеротипные «снаряды». В 1843 году он переехал в Петербург, где получил должность начальника типографии губернского правления. В 1844 году выпустил книгу о гальванопластике. Всё последующее время Греков пытался выплатить огромный долг, который у него оказался перед московской типографией в результате многочисленных опытов и экспериментов. Ни книги, ни художественный салон, который не выдержал конкуренции с множеством фотоателье, открытых в столице иностранцами, не помогли ему полностью расплатиться по долгу. После смерти Грекова в 1855 году его вдова оставалась в долгу перед типографией.

## Сохранившиеся работы
За авторством ателье Грекова атрибутируется всего один плохо сохранившийся дагеротип — это портрет графини Е. А. Зубовой (Исторический музей)мужской портрет 1840 с дагеротипа 21 стр творческая фотография сергей морозов 1989 год изд планета

## Сочинения
- Описание металлографии и вновь изобретенного способа печатать всякого рода металлическими досками (как то: медными, цинковыми, жестяными и т. п.) различные рисунки и рукописи, не гравируя на сих досках резцом или крепкою водкою… // Соч. В. Окергиескела [псевд.] — СПб.: тип. К. Вингебера, 1834
- Теоретическое и практическое руководство к золочению, серебрению, платинированию, лужению и т.п. по вновь открытому гальваническому способу, введенному уже во Франции вместо обыкновенного золочения чрез огонь как дешевейшего и безопаснейшего, с присовокуплением способа отливания медалей и других изображений посредством гальванопластики и гальванографии // Сост. А. Г-в. — М.: Унив. тип., 1842